# Dylan Mulvaney

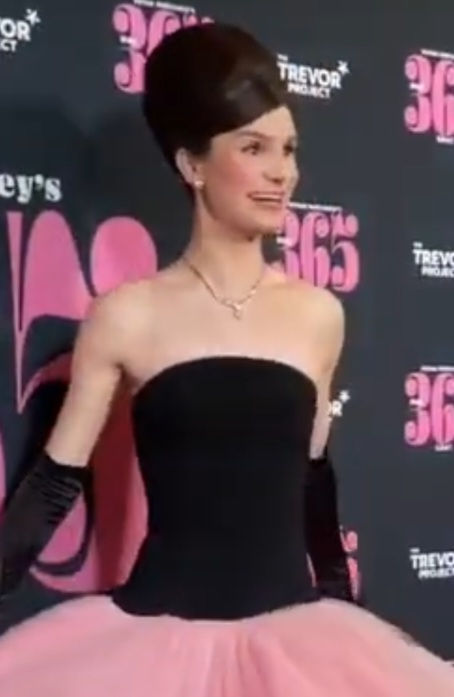
Dylan Mulvaney

Dylan Mulvaney (San Diego, 29 december 1996) is een Amerikaanse actrice en transgenderrechtenactiviste die bekend staat om haar transitie die zij vastlegt in dagelijkse video's op het social media-platform TikTok. In maart 2023 had zij meer dan 10 miljoen volgers op TikTok, terwijl haar videoserie, Days of Girlhood, meer dan een miljard keer is bekeken.

## Jeugd en opleiding
Mulvaney werd geboren op 29 december 1996, in San Diego, Californië, Verenigde Staten. Ze behaalde in 2019 een Bachelor of Fine Arts aan het College-Conservatory of Music van de Universiteit van Cincinnati.

## Carrière

### 2015–2020: Acteren
Mulvaney's eerste belangrijke rol na haar studie was het spelen van het personage Elder White in de musical The Book of Mormon. Andere rollen waren onder andere in How The Grinch Stole Christmas! in het Old Globe Theater; Next to Normal bij Arts Off Broadway; Legally Blond en High School Musical bij ACT San Diego.

### 2021-heden: Transitie en activisme
Mulvaney liet ten tijde van de COVID-19-pandemie weten dat ze transvrouw is, terwijl ze bij haar "zeer conservatieve familie" woonde in San Diego. Vanaf maart 2022 documenteert ze haar geslachtsverandering in een dagelijkse videoreeks op TikTok, onder de titel "Days of Girlhood" (Dagen als meisje). Ze zei in een interview:
"Toen de pandemie toesloeg, stond ik in de Broadway-musical Book of Mormon. Door de pandemie werd ik werkloos en kwam ik zonder de creatieve middelen te zitten om te doen waarvan ik hield. Ik heb toen TikTok gedownload, ervan uitgaande dat het een app voor kinderen was. Toen ik me eenmaal uitte als vrouw, maakte ik een komische video over 'de eerste dag dat ik een meisje ben'. En het ontplofte. Ik ken echt geen andere plek online zoals TikTok die een maker zo snel kan laten groeien. Sommige andere sociale media apps laten voornamelijk de perfectie en overbewerking en onberispelijkheid zien. Ik denk dat mensen specifiek met TikTok houden om de rauwheid. Ze houden van mensen die gewoon tegen de camera praten. Ik probeer elke video te benaderen als een FaceTime met een vriend."
 In oktober 2022 had Mulvaney een ontmoeting met de Amerikaanse president Joe Biden voor een "presidentieel forum" voor de online nieuwsorganisatie NowThis News. Toen Mulvaney de president vroeg naar de recente wetgeving die de genderbevestigende zorg voor transgenderjongeren door de Republikeinen geleide wetgevers aan banden legde, beschreef Biden ze als "schandalig" en "immoreel". NBC News meldde dat Mulvaney, na haar ontmoeting met Biden, het doelwit werd van een campagne door "rechtse activisten". Een Republikeinse senator deelde een tweet waarin ze een door Mulvaney gemaakte TikTok-video bijvoegde en zei dat "Dylan Mulvaney, Joe Biden en radicale linkse gekken deze absurditeit normaal willen maken". Mediapersoonlijkheid Caitlyn Jenner, die ook een transgendervrouw is, schreef op Twitter dat ze het eens was met de opmerkingen van de senator en noemde de video van Mulvaney een "absurditeit". Enkele dagen later plaatste Mulvaney een video op TikTok waarin ze reageerde op de opmerkingen van Jenner en uitlegde hoe ze was aangezet om te reageren omdat Jenner haar had "misgendered": "Dat uitgerekend jij [Jenner] me een hij noemt! Dat is gewoon... verschrikkelijk. En daar stopte je niet."
In december 2022 bevestigde Mulvaney op Instagram dat ze een vervrouwelijkende gezichtsoperatie had ondergaan. Ze plaatste op 27 januari 2023 een afbeelding van haar gezicht op Instagram, en maakte haar debuut op de rode loper tijdens de 65e jaarlijkse Grammy Awards op 5 februari 2023.  Eind februari 2023 nam ze een Queerties Groundbreaker Award in Hollywood in ontvangst.
Mulvaney organiseerde op 13 maart 2023, "Day 365", een livestream-variétéshow in de Rainbow Room in New York, een jaar na het starten van haar TikTok-videoserie Days of Girlhood. Haar kleding voor die avond werd ontworpen door Christian Siriano die ook haar jurk voor de Grammy's had ontworpen.
Mulvaney bracht op 11 maart 2024 haar debuutsingle "Days of girlhood" uit. 

## Biermerk
In april 2023 werd bekend dat het biermerk Bud light voor Mulvaney gepersonaliseerde blikken had gemaakt. Deze zijn niet te koop geweestmaar werden voor haar persoonlijk gemaakt en aan haar geschonken. Wel was er een limited edition verpakking waarop (genderneutrale) voornaamwoorden staan. Dit leidde tot forse controversie onder Amerikaanse conservatieven.
Dat leidde tot een boycot en dientengevolge tot miljardenverlies aan omzet voor Bud.